# Attheyella tasmaniae
Attheyella tasmaniae is een eenoogkreeftjessoort uit de familie van de Canthocamptidae. De wetenschappelijke naam van de soort is voor het eerst geldig gepubliceerd in 1951 door Chappuis.